# Leucosolenia fabrici
Leucosolenia fabrici är en svampdjursart som beskrevs av Georg Ossian Sars. Leucosolenia fabrici ingår i släktet Leucosolenia, och familjen Leucosolenidae. Arten är reproducerande i Sverige.